# Wolfgang Hasberg
Wolfgang Hasberg (* 14. Mai 1961 in Köln) ist ein deutscher Historiker und Geschichtsdidaktiker an der Universität zu Köln.

## Leben
Hasberg studierte Geschichte, Katholische Theologie und Pädagogik an den Universitäten Köln und Bonn (1981–1987). Anschließend war er im Schuldienst tätig. Nach seiner Promotion 1993 an der Universität zu Köln arbeitete er zunächst als Wissenschaftlicher Assistent für Didaktik der Geschichte an der Universität Augsburg. 2000 habilitierte sich Hasberg an der Philosophischen Fakultät II der Universität Augsburg. Im Anschluss übernahm er für die Dauer von zwei Jahren die Vertretung der Professur Fachdidaktik Geschichte an der Universität Leipzig. 2002 wurde er Universitätsprofessor für Mittlere und Neuere Geschichte mit Schwerpunkt Rheinische Geschichte und Didaktik der Geschichte an der Universität zu Köln. Rufe an die Universitäten Paderborn, Bozen und Wuppertal lehnte er ab.
Unter den deutschen Geschichtsdidaktikern nimmt er mit der Vorliebe für das Mittelalter und seinem theologischen Hintergrund eine besondere Stellung ein. Er plädiert für eine hohe fachwissenschaftliche Kompetenz der Geschichtslehrkräfte neben der fachdidaktischen Ausbildung.
Hasberg ist Mitglied in verschiedenen wissenschaftlichen Vereinigungen. Dazu zählen unter anderem die International Society for History Didactics, die International Research Association for History and Social Sciences Education und der Verband der Historiker und Historikerinnen Deutschlands.
Am 6. Mai 2023 wurde Hasberg zum Vorsitzenden des Bergischen Geschichtsvereins gewählt.

## Schriften (Auswahl)
- Kirchengeschichte in der Sekundarstufe I. Analytische, kontextuelle und konstruktiv-pragmatische Aspekte zu den Bedingungen und Möglichkeiten der Kooperation von Geschichts- und Religionsunterricht im Bereich der Kirchengeschichte. Dargestellt am Beispiel der Kreuzzugsbewegung, Trier 1994.
- Empirische Forschung in der Geschichtsdidaktik – Nutzen und Nachteil für den Geschichtsunterricht (= Bayerische Studien zur Geschichtsdidaktik, Bd. 3,1 u. 3,2), Neuried 2001.
- Hrsg. mit Uwe Uffelmann: Mittelalter und Geschichtsdidaktik. Zum Stand einer Mittelalter-Didaktik. Festschrift für Carl August Lückerath, Neuried 2002.
- Von Chiavenna nach Gelnhausen. Zur Fiktionalität der Geschichte, Münster/New York 2020, ISBN 978-3-8309-4259-7.